# IBM
Die International Business Machines Corporation (IBM) ist ein börsennotiertes US-amerikanisches IT- und Beratungsunternehmen mit Sitz in Armonk im Bundesstaat New York.
IBM zählt zu den weltweit führenden Unternehmen insbesondere für branchenspezifische Produkte und Dienstleistungen im IT-Bereich, wobei sowohl Software als auch Hardware angeboten werden.
Im Jahr 2023 beschäftigte IBM weltweit mehr als 282.000 Mitarbeiter. Nach Schätzungen beträgt die Anzahl der Beschäftigten in Deutschland 4.400 (Stand 2024).

## Geschichte
IBM geht zurück auf das von Herman Hollerith im Dezember 1896 gegründete Unternehmen Tabulating Machine Company. Dieses Unternehmen stellte damals die von Herman Hollerith entwickelten Maschinen zur Auszählung und Erfassung per Lochkarten eingegebener Daten her. Dazu zählten auch Maschinen zum Auszählen der Stimmzettel bei Wahlen in den USA. Die Produktion derartiger Maschinen stellte IBM jedoch ein, nachdem die Hersteller für durch ihre Maschinen nicht gezählte Stimmen haftbar gemacht worden waren.
Im Juni 1911 wurden unter dem Namen Computing-Tabulating-Recording Company (C-T-R) in Endicott, New York, die Unternehmen International Time Recording Company und Computing Scale Corporation mit der Tabulating Machine Company verschmolzen. Das neue Unternehmen, das 1.300 Mitarbeiter beschäftigte, spezialisierte sich auf Lochkarten, kommerzielle Waagen und Uhren.
Thomas J. Watson wurde 1914 Chef der C-T-R und leitete das Unternehmen bis 1955. Er prägte eine spezielle Unternehmenskultur mit einer starken Vertriebsorientierung. Großer Wert wurde auf unbedingte Loyalität der Mitarbeiter gelegt. Im Jahr 1943 soll Watson angeblich folgenden denkwürdigen Satz gesagt haben: “I think there is a world market for maybe five computers.” („Ich denke, es gibt weltweit einen Markt für vielleicht fünf Computer.“) Der Autor Kevin Maney hat versucht, den Ursprung dieses Zitats zu ergründen, konnte aber weder in den Reden Watsons noch in anderen Dokumenten einen Hinweis darauf finden.
Im Februar 1924 erfolgte die Umbenennung des Unternehmens in „International Business Machines Corporation“, kurz IBM, da ein Großteil der Produktpalette nun aus Maschinen für den Gebrauch in Unternehmen bestand, wie Locher, Prüfer, Lochkartensortierer, -mischer und diversen Tabelliermaschinen. Diese wurden im Regelfall nicht verkauft, sondern vermietet. IBM hatte auf dem Gebiet der standardisierten Lochkarten und deren Auswertung weltweit eine monopolartige Stellung.
In Deutschland war IBM bis 1949 durch die Tochtergesellschaft DEHOMAG vertreten. Auch während der NS-Zeit lieferte das Unternehmen Milliarden von Lochkarten an seine deutsche Tochtergesellschaft DEHOMAG, die unter anderem dazu genutzt wurden, im Auftrag des NS-Regimes die Erfassung der jüdischen Bürger und den Holocaust effizienter zu organisieren.

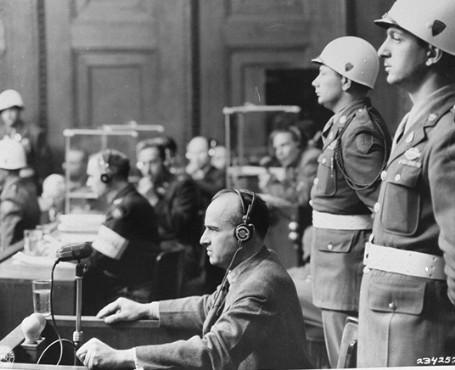
Hans Frank mit IBM-Kopfhörern 1946 in Nürnberg

IBM entwickelte eines der ersten elektrischen Systeme zum Simultandolmetschen mit Mikrofonen, Mischpulten und Kopfhörern. Zuerst 1945 im Hauptquartier der Vereinten Nationen in Genf verwendet, kam es 1946 bei den Nürnberger Prozessen zum Einsatz. Die bei den Verhandlungen verwendeten Kopfhörer, die insbesondere die angeklagten NS-Verbrecher trugen, wurden vielfach auf Fotos abgebildet.

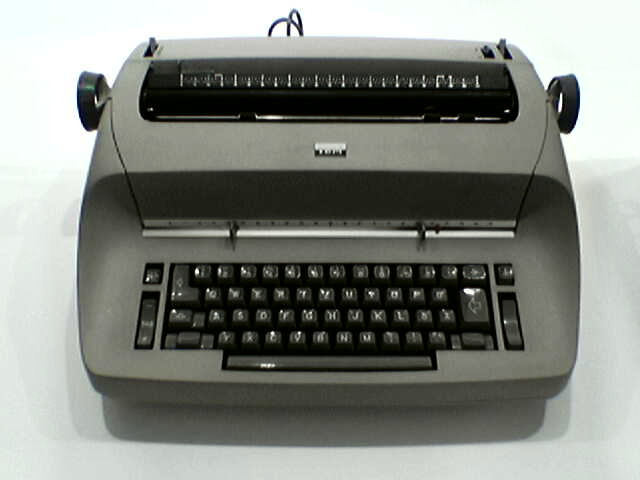
IBM Selectric von 1961, gestaltet von Eliot Noyes

In den 1950er und frühen 1960er Jahren wurden mit den Modellen 701 und 1401 die ersten Computer und die zugehörige Peripherie in Form von Magnetplatten- und Trommelspeicher wie zum Beispiel der IBM 305 RAMAC und Bandstationen sowie Drucker entwickelt. Im Juni 1960 kam mit der 7070-Serie der erste transistorbasierte speicherprogrammierbare Rechner der Firma IBM. Ein großer Geschäftsbereich waren in den 1960er Jahren elektrische Schreibmaschinen, insbesondere Modelle mit Kugelkopf, die erstmals von IBM angeboten wurden. Im Jahr 1964/65 kam eine neue Großrechnergeneration, die S/360, auf den Markt. Die zugrunde liegende Architektur wurde bis heute evolutionär in den Modellen S/370, S/390, zSeries, System z, Z Systems und aktuell IBM Z weiterentwickelt. Parallel dazu wurde das Betriebssystem OS/360 über OS/VS1, MVS/370, MVS/XA, MVS/ESA und OS/390 zum aktuellen z/OS weiterentwickelt. Für mittlere bis große Rechnermodelle gab/gibt es das DOS für S/360, das ab S/370 über DOS/VS, DOS/VSE zum z/VSE weiterentwickelt wurde. Das System/3 wurde 1969 als Low-End-Rechner eingeführt und bis 1985 vertrieben. Neu war hier mit einem Drittel der Größe von herkömmlichen Lochkarten das kleinere Lochkartenformat, das jedoch mit 96 statt bisher 80 Zeichen mehr Daten speichern konnte.

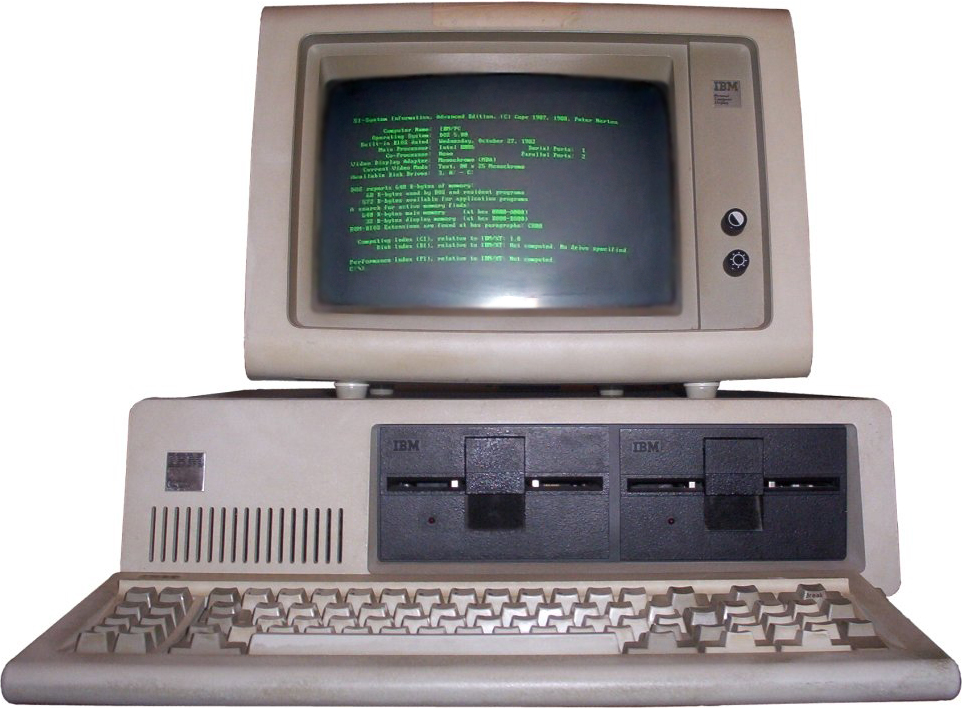
Der Nachfolger des IBM 5120: der IBM Personal Computer Modell 5150

Im Jahr 1975 kam der erste „tragbare“ Computer IBM 5100 mit 25 Kilogramm Gewicht, 16 KByte RAM, BASIC, 16×64-Zeichen-Display und Bandspeicher auf den Markt. Der Rechner hatte auch wegen seines hohen Preises von über 9.000 US-Dollar (in der günstigsten Variante; nach heutiger Kaufkraft wären das über 52.400 US-Dollar bzw. 45.000 Euro) keinen Erfolg. Als Antwort auf den sehr erfolgreichen Apple II brachte IBM im Jahr 1981 dann den ersten IBM Personal Computer („IBM PC“) auf den Markt. Gegen IBM lief zum damaligen Zeitpunkt wegen seiner Monopolmacht ein Kartellverfahren durch die Regierung und es entbündelte zunehmend seine Dienste. Der Rechner war vor diesem Hintergrund aus am Markt frei erhältlichen Standardkomponenten zusammengebaut worden und IBM verfolgte das Prinzip der Kompatibilität. Damit war es erstmals möglich, Software auch auf Nachfolgemodellen einzusetzen. Der hohe Preis des PCs (8.500 D-Mark, nach heutiger Kaufkraft ca. 10.500 Euro) rief schnell Konkurrenten mit günstigeren Angeboten auf den Markt, die durch den offenen Hardware-Standard „IBM-kompatible“ Rechner anbieten konnten. In den 1990er Jahren hat IBM seine Marktführerschaft an seine Mitbewerber verloren. Das Prinzip der Kompatibilität und der offene Hardware-Standard prägt die PC-Branche allerdings bis heute.
Aus der Arbeit am Zürcher IBM-Forschungslabor sind zwei Nobelpreise für Physik hervorgegangen. Die Preisträger sind Gerd Binnig und Heinrich Rohrer für die Erfindung des Rastertunnelmikroskops, 1986, sowie 1987 Johannes Georg Bednorz und Karl Alexander Müller für die Entdeckung der Hochtemperatursupraleitung. Mit Leo Esaki arbeitete zeitweise ein weiterer Nobelpreisträger für die IBM-Forschung.
1990 beschäftigte IBM weltweit 373.820 Mitarbeiter.
Seit Ende der 1990er Jahre unterstützt IBM Open-Source-Projekte. So wird beispielsweise Linux auf IBM-Servern eingesetzt. Ein Open-Source-Projekt, das IBM gestartet hat, ist die Entwicklungsumgebung Eclipse.
Als Reaktion auf veränderte Kundenbedürfnisse insbesondere bei Großrechnern wurde das Unternehmen seit den 1990er Jahren deutlich umgestaltet: Der Anteil an Beratung und Dienstleistungen wurde stark erhöht, organisatorisch zusammengefasst und zuletzt durch den Zukauf von PwC Consulting mit circa 30.000 Mitarbeitern weltweit im Oktober 2002 inhaltlich und personell weiter ausgebaut. Von 1992 bis 2008 bestand mit der SerCon GmbH eine Tochtergesellschaft, die Service-Konzepte entwickelte und betreute. Mit der Übernahme von PwC Consulting wurden alle Beratungsbereiche in der IBM organisatorisch zusammengefasst. Diese Geschäftseinheit heißt heute IBM Consulting. IBM versteht sich als global integrierter Geschäfts- und Technologiepartner. Neben Hard- und Softwareprodukten wird ein breites Spektrum von Beratungs- und Implementierungsleistungen sowie Finanzierung angeboten.
Von 1992 bis 2004 wurden von IBM auch Notebooks verkauft, die ThinkPads.
Im Februar 2001 veröffentlichte der amerikanische Autor Edwin Black das Buch IBM und der Holocaust. In diesem wirft er IBM vor, über seine Tochtergesellschaft DEHOMAG von 1933 bis 1945 mit dem nationalsozialistischen Regime zusammengearbeitet zu haben, wodurch mit Lieferungen der Hollerith-Rechner und der Lochkartentechnik der Holocaust logistisch möglich wurde. Davor war IBM Deutschland GmbH bereits dem Entschädigungsfonds für NS-Zwangsarbeiter beigetreten. Klagen der GIRCA, der Gypsy International Recognition and Compensation Action, gegen IBM sind von Schweizer Gerichten wegen Nichtzuständigkeit – Genf sei in den Jahren 1933 bis 1945 nicht Sitz der IBM gewesen – und Verjährung abgewiesen worden.
Von März 2002 bis Dezember 2011 war Samuel J. Palmisano CEO von IBM. Sam Palmisano war der Nachfolger von Louis Gerstner, Jr., der von 1993 bis 2002 CEO war. Mit Louis Gerstner Jr. wurde der Posten des CEO erstmals nicht durch einen eigenen Mitarbeiter besetzt. Palmisanos Nachfolge als CEO und Präsidentin war zum 1. Januar 2012 Virginia Rometty – sie übernahm als erste Frau die Führung von IBM.
Im Dezember 2004 entschied sich IBM zum Ausstieg aus dem Geschäft mit PCs und verkaufte die PC-Sparte, somit auch die ThinkPads zum 1. Mai 2005 für 1,75 Milliarden US-Dollar an den chinesischen Computerhersteller Lenovo. IBM äußerte sich in einer Pressemitteilung zur strategischen Bedeutung des Verkaufs der PC-Sparte an Lenovo: IBM wolle sich in Zukunft vor allem auf mobilere Endgeräte konzentrieren. Die PC-Ära neige sich dem Ende zu, der Unternehmensfokus verschiebe sich damit auf den Bereich der mobile web services. Davor wurde bereits die Festplattensparte an Hitachi verkauft.
Im Jahr 2006 erreichte IBM mit weltweit 355.766 Mitarbeitern in 170 Ländern einen Umsatz von 91,4 Milliarden US-Dollar und einen Nettogewinn von 9,4 Milliarden US-Dollar.
Nach einem Bericht des Wall Street Journals im März 2009 plante IBM, Sun Microsystems für 6,5 Milliarden US-Dollar zu übernehmen. Das Geschäft kam nicht zustande, stattdessen wurde Sun von Oracle gekauft. 2010 war IBM das achtzehnte Jahr in Folge das Unternehmen mit den meisten Patentanmeldungen weltweit und konnte den eigenen Rekord mit 5896 Patenten nochmals steigern.
2017 ging IBM eine Partnerschaft mit dem indischen Dienstleister HCL ein. Im November 2018 verkaufte IBM für voraussichtlich 1,8 Milliarden US-Dollar die übrig gebliebenen Produkte von Lotus an HCL.
Im Oktober 2018 wurde die Übernahme des Linux-Distributions-Anbieters Red Hat für 30 Milliarden Euro angekündigt.
Am 28. Oktober 2018 kündigte IBM die Übernahme des Open-Source-Spezialisten Red Hat für 190 US-Dollar je Aktie an. Das entspricht einem Unternehmenswert von ungefähr 34 Milliarden US-Dollar und ist damit eine der größten Übernahmen auf dem US-amerikanischen Tech-Sektor. Die Unternehmen schlossen die Übernahme nach Genehmigung der zuständigen Behörden im Juli 2019 ab. Red Hat bleibt dabei eine eigenständige Einheit.
Wie im Oktober 2020 angekündigt, lagerte IBM bis Ende 2021 ihr Infrastrukturgeschäft in ein eigenständiges Unternehmen namens Kyndryl aus. Aufgabe von Kyndryl ist dann mit weltweit 90.000 Beschäftigten die IT-Infrastrukturen für 4.600 Kunden in aller Welt zu entwerfen, zu betreiben und zu verwalten.
Im Oktober 2024 eröffnete Bundeskanzler Scholz in Ehningen das erste IBM-Quantencomputerzentrum außerhalb der Vereinigten Staaten.

## Unternehmensbereiche
IBM Deutschland GmbH ist seit dem 1. Juli 2008 allein verantwortlich für den Vertrieb aller Produkte und Dienstleistungen einschließlich der Wartung und Consulting Services von IBM in Deutschland. Sie ist ein Konzernunternehmen der International Business Machines Corporation mit Sitz in Armonk, NY, USA. Bei IBM in Deutschland bestehen wirtschaftliche Verknüpfungen zwischen allen Konzerngesellschaften. Der Leistungsverbund umfasst ca. 20 Gesellschaften, sodass je nach Schwerpunkt des Auftrags die Leistung aus einer oder mehreren Gesellschaften erbracht wird.
Strukturell gliedert sich IBM in Deutschland im Jahr 2021 in folgende Felder:
Research & Development
In der IBM Deutschland Research & Development GmbH sind die Forschungs- und Entwicklungsaufgaben gebündelt.
Sales & Consulting
In der IBM Deutschland GmbH sind die Abteilungen Sales & Consulting gebündelt. Sie umfasst das gesamte Beratungsgeschäft sowie den Vertrieb aller IBM-Produkte und Dienstleistungen von IBM in Deutschland sowie Wartung und Consulting Services. Zusätzlich bündeln sich in ihr alle Management- und Support-Funktionen. Dazu gehören zum Beispiel die Bereiche Finanz, Personal, Recht, Marketing und Kommunikation.
Solutions & Services
In neuen bzw. umfirmierten Solutions & Services GmbHs ist die Leistungserbringung gebündelt.

## Mitbewerb
Zu den wichtigsten Mitbewerbern gehören Accenture, Hewlett Packard Enterprise (HPE) und Microsoft, aber auch Atos SE, T-Systems, Tata Consultancy Services, SAS Institute, Fujitsu und SAP. Zuletzt versuchten IBM und SAP ihre Bekanntheit durch den Einsatz ihrer Analysesoftware im Sport zu steigern. SAP analysiert hierfür die Spiele aus der Fußball-Bundesliga, während IBM schon seit Jahren im Tennis aktiv ist. „Der IT-Konzern […] beliefert seit 25 Jahren das Tennisturnier Wimbledon mit IT – inzwischen auch mit Programmen, die Daten von Spielern auswerten. Dazu kommen Echtzeitanalysen, die Zuschauern helfen sollen, die Spiele zu verfolgen. Dadurch sind etwa Vergleiche bis in die Anfänge von Wimbledon im Jahr 1877 möglich“. Der Einsatz der Software in Alltagssituationen soll ein breiteres Verständnis und Interesse bei den Zuschauern erwecken.

## Niederlassungen

### IBM Deutschland
Mit der DEHOMAG war IBM seit dem 30. November 1910 in Deutschland vertreten. 1949 erfolgte die Umbenennung in „Internationale Büro-Maschinen Gesellschaft mbH“, später in „IBM Deutschland GmbH“.
Die Zentrale befand sich bis 1972 in Sindelfingen, bis 2009 in Stuttgart-Vaihingen und ist aktuell in Ehningen. Es gab Niederlassungen in Großstädten wie Aachen, Bremen (August-Bebel-Allee 1), Hannover (z. B. IBM-Haus im Stadtteil List und an der Euro Plaza) und Salzgitter. Am 12. November 2009 wurde die neue Zentrale in Ehningen eingeweiht für rund 3.000 Mitarbeiter auf 12.000 m². Der IBM Campus in Ehningen fasst weitere Bereiche der IBM Deutschland GmbH zusammen und ist Standort ihres Haupt-Rechenzentrums. Im Großraum Stuttgart befindet sich seit 1953 außerdem ihr Forschungs- und Entwicklungszentrum in Böblingen.
2003 übernahm IBM circa 800 Mitarbeiter der Deutschen Bank – das entsprach einem großen Teil ihrer IT-Mannschaft – in die IBM Business Services GmbH (vorher IBB), in die sie ihre sämtlichen Outsourcing-Bestrebungen zusammenfasste. Dazu gehörte unter anderem die ehemalige Tochter der Firmen Babcock und Borsig, die DVO Datenverarbeitungs-Service Oberhausen GmbH. Die DVO wurde 2003 aufgelöst und die Mitarbeiter wurden entlassen.
Eines ihrer ersten Outsourcing-Projekte war die Übernahme der EDV-Abteilung von FAG Kugelfischer. Sie schloss die daraus entstandene Niederlassung in Schweinfurt 2005, entließ die Mitarbeiter und verlagerte die Arbeit ins Ausland. Die Art und Weise der Standortschließungen hat viele IBM-Mitarbeiter verunsichert. Das Gleiche gilt für die von der Continental AG übernommenen Mitarbeiter in Hannover, Salzgitter und Aachen, die vorübergehend in den Gemeinschaftsunternehmen „ICA“ und „ICG“ beschäftigt wurden.
Nach den Umorganisationen des Jahres 2005 waren 2006 von vorher etwa 25.000 Mitarbeitern 22.000 an damals 40 Standorten verblieben.
Im Juli 2008 wurde eine neue Aufbau- und Ablauforganisation eingeführt. In deren Rahmen wurde die deutsche IBM auf vier Kernkompetenzfelder entlang der Wertschöpfungskette aufgeteilt. Dort wiederum wurde sie in neue, stark spezialisierte und global integrierte Gesellschaften gegliedert, in die fast alle Tochtergesellschaften auf- oder übergingen. Diese Maßnahme war u. a. mit Betriebsübergängen für circa 8.000 Mitarbeiter verbunden.
2013 eröffnete in Magdeburg das deutschlandweit erste IT-Service-Center von IBM mit rund 300 Mitarbeitern zur Software-Beratung und Entwicklung. Es soll Teil eines Netzwerkes von weltweit 32 IBM-Centern werden.
Die Geschäftsführung setzte sich bis Mai 2011 aus dem Vorsitzenden Martin Jetter, Reinhard Reschke für den Bereich Finanzen, Dieter Scholz für Personal, Michael Diemer für Global Technology Services, Gregor Pillen für Global Business Services und Martina Koederitz für Mittelstand und Partnergeschäft zusammen. Letztgenannte folgte am 4. Mai 2011 Martin Jetter, der den Vorsitz des Aufsichtsrats übernahm.
Anfang 2016 wurden Pläne bekannt, rund 1000 der damals noch rund 15.000 Mitarbeiter in 16 Gesellschaften und 24 Niederlassungen abzubauen.
Seit Januar 2018 leitete Matthias Hartmann die IBM DACH-Organisation und die GmbH-Führung, Anfang 2020 wurde Gregor Pillen der Geschäftsführer, seit 2024 ist es Wolfgang Wendt.

#### Konzernstruktur IBM Deutschland
- Research & Development

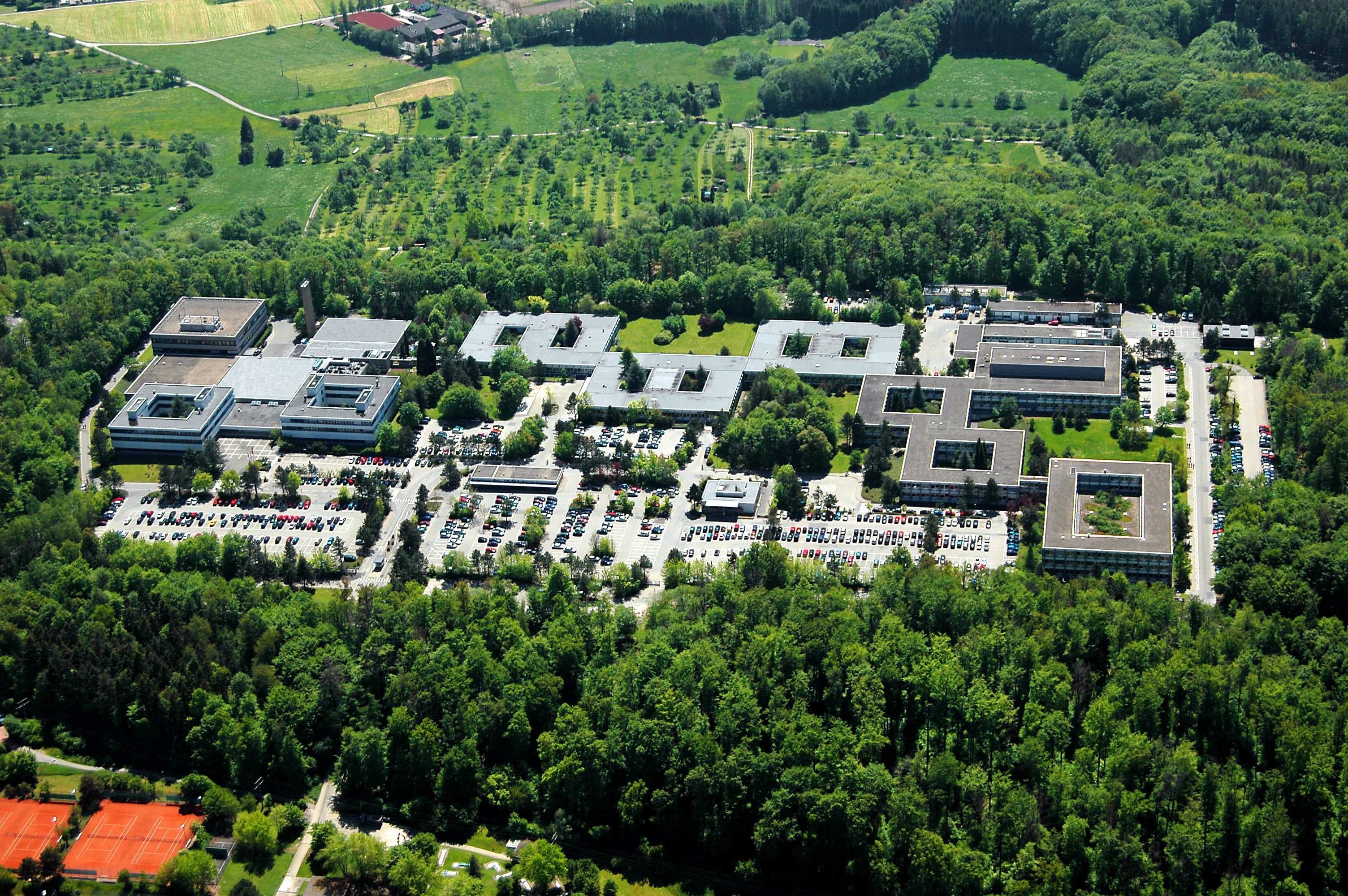
Luftbild des Geländes von IBM Deutschland Research & Development in Böblingen

  - IBM Deutschland Research & Development GmbH, Böblingen (allgemein kurz „IBM-Labor“ genannt)
- Sales & Consulting
  - IBM Deutschland GmbH, Ehningen
  - IBM Deutschland Kreditbank GmbH, Ehningen
- Solutions & Services
  - IBM Deutschland Enterprise Application Solutions GmbH, Ehningen
  - IBM Deutschland Financial Industry Solutions GmbH, München
  - IBM Deutschland Global Business Solutions GmbH, Ehningen
  - IBM Deutschland Infrastructure Technology Services GmbH, Ehningen
  - IBM Deutschland Business Services GmbH, Ehningen
  - IBM Deutschland Customer Support Services, Berlin
  - IBM Deutschland Mittelstand Services GmbH, Meerbusch
  - IBM Deutschland Output Services GmbH, Stuttgart
  - IBM Deutschland Business Transformation Services GmbH, Ehningen
  - IBM Client Innovation Center Germany GmbH, Magdeburg
  - IBM Deutschland Aviation Industry Services GmbH, Kelsterbach
  - MDTVision GmbH, München
  - BWI Systeme GmbH, Teil der BWI Informationstechnik GmbH, Meckenheim (Rheinland). Siehe auch: Herkules, (0,05 % Anteil IBM Deutschland) bis 2016
- Management & Support
  - IBM Deutschland Management & Business Support GmbH, Ehningen
  - IBM Deutschland Unterstützungskasse GmbH
  - IBM Deutschland Pensionskasse VVaG

### IBM Slowakei
In der Slowakei gibt es zwei Niederlassungen von IBM: eine heißt IBM Slovensko, mit Hauptsitz im Apollo Business Centre II in Bratislava und Geschäftsstellen in Banská Bystrica und Košice. Die zweite Niederlassung namens IBM International Services Centre besteht seit 2003 und unterstützt die Aktivitäten von IBM vor allem in Bereichen Finance, IT und Sales. Die IBM ISC hat neben dem Apollo Business Centre II weitere zwei Standorte in Bratislava und zwar im Westend Gate (seit 2014) sowie im Tower 115.

### IBM Österreich
Der Sitz der IBM Österreich befindet sich in Wien. Geschäftsstellen sind in fast jedem Bundesland vorhanden. Seit Oktober 2021 ist Marco Porak Geschäftsführer von IBM Österreich. IBM Österreich ist Mitglied der österreichischen Plattform Industrie 4.0.

### IBM Schweiz
Der Sitz der IBM Schweiz befindet sich in Zürich. In der Schweiz werden rund 3.300 Mitarbeiter beschäftigt. Die IBM Schweiz AG wurde 1927 als Internationale Geschäftsmaschinen -Gesellschaft AG gegründet. 1937 wurde der Name in Watson Business Machines AG abgeändert, 1943 in IBM Extension Suisse. 1970 erfolgte die definitive Namensgebung IBM Schweiz.
Die Unicible mit Sitz in Prilly war ein auf Software für Banken spezialisierter Schweizer IT-Dienstleister. Das 1992 gegründete Unternehmen war eine hundertprozentige Tochtergesellschaft der Banque Cantonale Vaudoise (BCV) und konzentrierte sich auf den Westschweizer Bankenmarkt.
Im Zuge einer strategischen Neuausrichtung im IT-Bereich wurde Unicible 2007 an IBM Schweiz verkauft. Diese übernahm sämtliche Aktiven von Unicible sowie 330 Mitarbeiter. Die übrigen 60 Mitarbeiter wurden in die BCV integriert. In der Folge wurden die Unicible-Aktivitäten in das von IBM Schweiz am bisherigen Unicible-Standort Prilly neu geschaffenen Kompetenzzentrum für Bankinformatik, dem IBM Banking Competence Center, eingebracht.

### IBM France
IBM France ist die französische Niederlassung von IBM in Frankreich. Seit 1955 in Frankreich aktiv hat sie ihren Sitz in Bois-Colombes.

## Patente
In dem jährlich erscheinenden Ranking der „Unternehmen mit den meisten US-Patenten - 2020“ hat IBM 9.130 US-Patente zugeteilt bekommen, gefolgt von Samsung Electronic mit 6.415 Patenten und Canon Inc mit 3.225 US-Patenten. 8.500 IBM-Erfindungen aus 54 Ländern waren daran beteiligt. Diese Erfindungen, die ein US-Patent zugesprochen bekommen haben, stammen insbesondere aus den Bereichen Künstliche Intelligenz (KI), Blockchain, Cloud Computing und IT-Sicherheit.

## Produkte
2022 bot der Konzern auf seiner englischen Homepage neben „IBM Consulting“ unter „Products & Solutions“ – deutsch übersetzt – diese Stichworte an: Industrie, Künstliche Intelligenz, Blockchain, Geschäftsprozess, Cloud Computing, Daten & Analyse, Hybrid Cloud, IT Infrastruktur, Sicherheit und Supply Chain.
IBM hat im Verlauf der Firmengeschichte Produkte für diverse Bereiche der Datenverarbeitung entwickelt, hergestellt und vertrieben. Die ersten Produkte gehen auf Lochkartengeräte zurück, die bereits in den 1880er Jahren zur Volkszählung in den USA verwendet wurden. Galt das Unternehmen lange insbesondere als Hardware-Anbieter, reicht das Angebot heute von Branchenlösungen und Dienstleistungen inklusive Beratungsleistungen über Supercomputer und Software bis hin zur Finanzierung.

### Betriebssysteme
IBM begann zusammen mit Microsoft, OS/2 als Desktop-Betriebssystem für IBM-kompatible PCs zu entwickeln. Als Microsoft aus diesem Geschäft ausstieg, um sich ganz auf Windows als Betriebssystem für IBM-kompatible Rechner zu konzentrieren, entwickelte IBM das Betriebssystem alleine weiter. Trotz technischer Überlegenheit konnte sich OS/2 gegenüber MS Windows nicht bei den Kunden durchsetzen, was zur Einstellung der Weiterentwicklung führte. Hauptsächlich bei Banken, aber auch bei Versicherungen, Fluggesellschaften und in der Fertigungsindustrie ist OS/2 auch heutzutage noch anzutreffen.
Bei Großrechnern dominieren IBM-Betriebssysteme (z/OS) den Markt. Eine regionale Ausnahme bildet dabei Deutschland, wo auch das Betriebssystem BS2000/OSD von Fujitsu häufig verwendet wird.
IBM kündigte im Februar 1999 zum ersten Mal offiziell an, Linux als Betriebssystemplattform zu unterstützen, und gehörte schon bald zu dessen größten Förderern. 2000 investierte der Konzern etwa eine Milliarde US-Dollar in die Entwicklung dieses freien Betriebssystems, wovon er in späteren Jahren finanziell beträchtlich profitierte. Unter anderem wurde eine Möglichkeit geschaffen, Linux auf S/390 bzw. z Systems zu betreiben; wahlweise direkt oder als Gastsystem unter dem Betriebssystem z/VM. Dadurch werden Serverkonsolidierungen auf dem Großrechner möglich. Mehrere Linux-Distributionen sind heute dafür erhältlich.
Auf den Power-Prozessor-basierten Workstations und Enterpriseservern wie zum Beispiel RS/6000 oder pSeries von IBM läuft AIX, ein von IBM entwickeltes Unix-Derivat. IBM stellt für AIX eine Auswahl, meist durch Linux bekannte, freier Software zur Verfügung. Dazu gibt es auf den Internetseiten von IBM die sogenannte AIX Toolbox. Auch ein reines 64-Bit-Linux kann auf allen modernen pSeries-Servern eingesetzt werden.
Weiterhin werden die PowerPC-Prozessoren in den i5-Servern verwendet, die neben dem IBM-eigenen Betriebssystem i5/OS auch Linux, AIX sowie über spezielle Steckkarten wie Integrated PC-Server (IPCS) auch Windows als Betriebssystem in einer Maschine integriert ausführen können. Die i5-Server-Reihe der IBM ist derzeit das System mit dem – aus technischer Sicht korrekt – höchsten Integrationsfaktor, daher kommt auch die Namensvergabe „I“ von Integration.

### Computerprozessoren

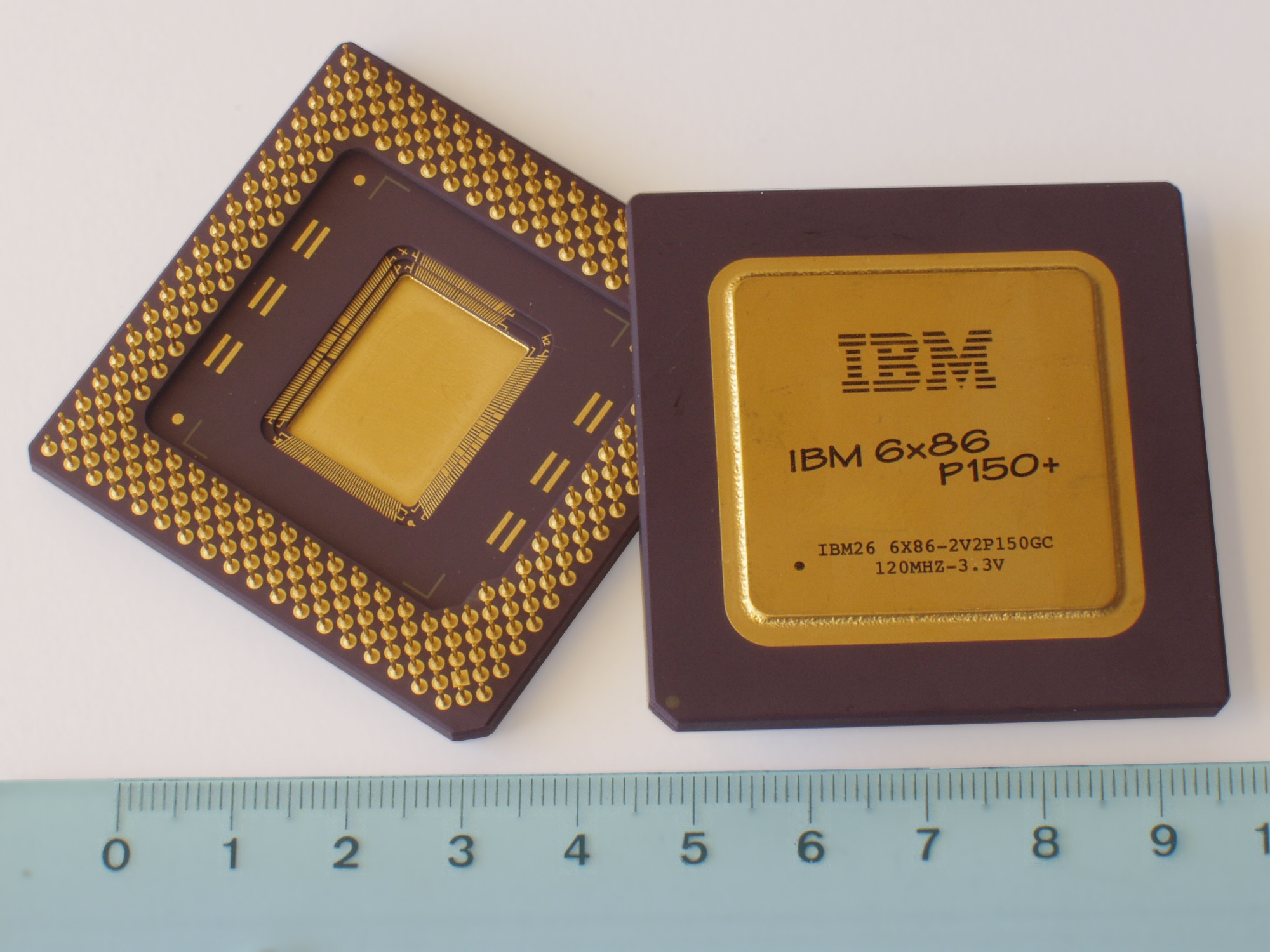
Mikroprozessor 6x86

Von IBM entwickelte Computerprozessoren:
- z Systems
- Power-Architektur, bis zum POWER4 in Großbuchstaben (IBM POWER)
- PowerPC
- Cell

### Mainframes
IBM hat eine Reihe von Großrechnern entwickelt und z. T. in Serie vertrieben. In den 1950er und 1960er Jahren wurde IBM durch die IBM 700/7000 series bekannt. Das aktuelle Produkt aus der IBM Mainframe Produktlinie heißt IBM z Systems.

### Unix Workstation und Server
- RS/6000

### Personalcomputer

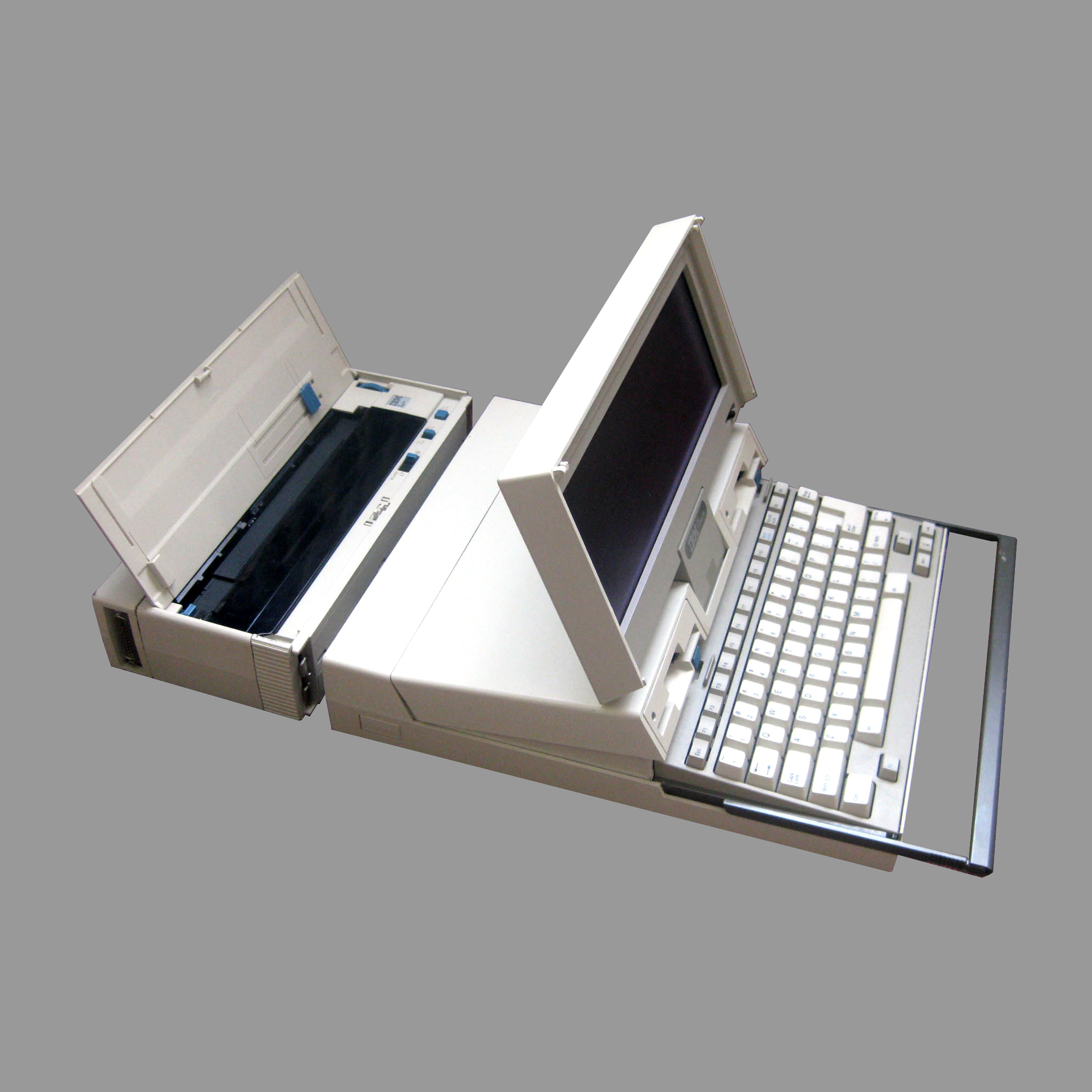
IBM Notebook 5140 mit Drucker, 1985

Aufbauend auf der Modellplattform des IBM PCs und ihren Nachfolgern wird das Marktsegment der Personalcomputer von IBM selbst und von Drittherstellern mit IBM-PC-kompatiblen Modellen bis heute geprägt. Wie bereits oben beschrieben entschied sich die IBM im Dezember 2004 zum Ausstieg aus dem Geschäft mit PCs.

### Ein-/Ausgabegeräte

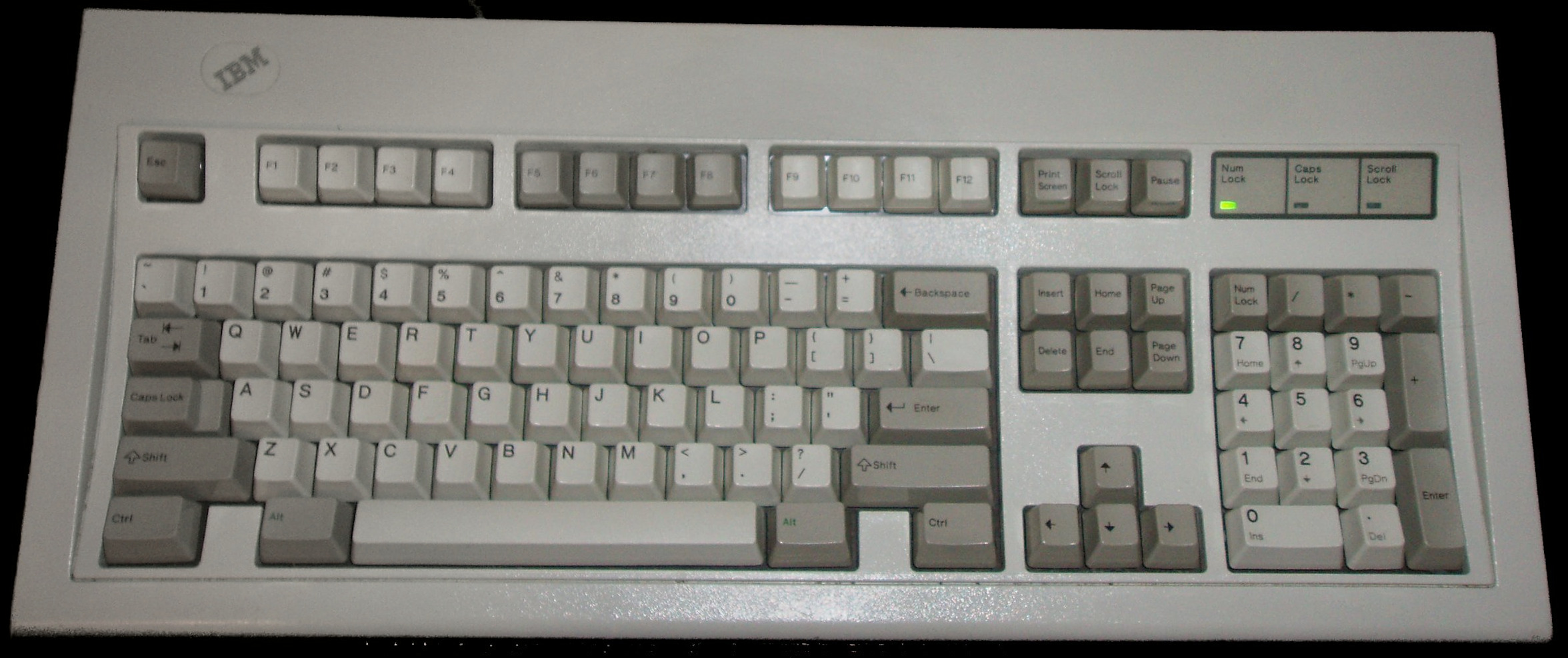
Tastatur IBM Model M von 1989

Unter dem Markennamen IBM wurden auch Mäuse, Tastaturen (z. B. IBM Model M), Terminals (z. B. IBM 3270), Drucker, Lochstreifenleser etc. vertrieben.

## Konzernkultur
1935 wurde die erste Frau bei der IBM als Fachkraft angestellt. Der damalige Direktor des Unternehmens Thomas J. Watson Sr. schrieb dazu: „Männer und Frauen werden für gleiches Geld die gleiche Arbeit verrichten. Sie werden gleich behandelt, die gleiche Verantwortung übernehmen und die gleichen Entwicklungschancen erhalten.“ 1953 verpflichtete sich das Unternehmen in einer Erklärung, dass es Fachkräfte nur auf Grund ihrer Fähigkeit anstellen würde, „ohne Rücksicht auf Rasse, Hautfarbe oder Glaubensbekenntnisse“. 1984 wurde die sexuelle Orientierung in diese Antidiskriminierungsregel aufgenommen. Am 10. Oktober 2005 erklärte IBM als erster multinational operierender Konzern, sich zu verpflichten, zu keiner Personalentscheidung genetische Daten von Mitarbeitern oder Bewerbern zu verwenden.
Mit dem IBM Fellow vergibt IBM eine eigene höchste technische Karrierestufe und Auszeichnung. Seit T. J. Watson das Programm 1963 einführte, wurden 305 Mitarbeiter zum IBM Fellow ernannt, von denen heute noch 89 bei IBM angestellt sind. Darunter befinden sich u. a. 5 Nobelpreisträger (Stand: Mai 2019).

## Sonstiges
1989 schrieb Donald Eigler auf eine Nickel-Oberfläche mit 35 Xenon-Atomen den Schriftzug „IBM“ und somit die „kleinsten“ Buchstaben.
1992 führte IBM Deutschland als erstes Unternehmen in Deutschland für 200 Mitarbeiter die Telearbeit auf freiwilliger Basis ein. 1998 wurde beschlossen, dass Stempeluhren bei IBM abgeschafft werden. Den Mitarbeitern steht jedoch weiterhin ein elektronisches Zeiterfassungssystem zur Verfügung, das sie, sofern von der Führungskraft nicht angeordnet, auf freiwilliger Basis nutzen können.
Im März 2005 beschloss IBM, die Standorte Schweinfurt und Hannover, jedoch nicht Hannover-Bemerode, zu schließen, obwohl diese rentabel arbeiteten. Anfang 2006 wurde bekannt, dass die IBM in Deutschland Pensionspläne für Mitarbeiter mit einem Eintrittsdatum vor 1990 aufkündigen möchte. Dies wurde aufgrund des Widerstandes des Betriebsrats zurückgenommen. Stattdessen wurde kurz darauf das Urlaubsgeld auch in einigen Tochterunternehmen gestrichen, was effektiv einen Gehaltsverlust von etwa 5 % je Mitarbeiter bedeutete. Anfang 2008 wurde die Strategie One IBM bekannt gegeben. Es wurden etwa 8000 Mitarbeiter per Betriebsübergang nach § 613a BGB in neue oder umbenannte Gesellschaften verteilt. Tochterunternehmen wie SerCon GmbH und it wurden integriert, leistende Einheiten in einzelne Gesellschaften zusammengefasst. Ziel war ein klarer Marktauftritt unter der Marke „IBM Deutschland“ und eine Bündelung von Kompetenzen.
Im Oktober 2009 beurlaubte IBM den Senior Vice President Robert Moffat als eine der vermeintlichen Hauptfiguren in einem Insiderhandel-Skandal. Er soll vertrauliche Informationen über IBM-Bilanzen und Transaktionen mit Partnerunternehmen weitergegeben haben. Moffat galt als möglicher Nachfolger von IBM-Chef Sam Palmisano und war seit 1978 in verschiedenen Funktionen bei IBM tätig.
Für ihre Software Social Dashboard, mit der firmeninterne Netzwerkkontakte der Mitarbeiter bewertet werden, erhielt IBM Deutschland 2016 einen Big Brother Award.